# Saint-Hilaire-la-Forêt
Saint-Hilaire-la-Forêt är en kommun i departementet Vendée i regionen Pays de la Loire i västra Frankrike. Kommunen ligger i kantonen Talmont-Saint-Hilaire som tillhör arrondissementet Les Sables-d'Olonne. År 2022 hade Saint-Hilaire-la-Forêt 824 invånare.

## Befolkningsutveckling
Antalet invånare i kommunen Saint-Hilaire-la-Forêt
| Referens: INSEE |